# Phyllanthus rheophyticus
Phyllanthus rheophyticus là một loài thực vật có hoa trong họ Diệp hạ châu. Loài này được M.G.Gilbert & P.T.Li mô tả khoa học đầu tiên năm 2008.